# Бутане, Ингуна
Ингу́на Бута́не (латыш. Ingūna Butāne; род. 22 февраля 1986, Рига) — латвийская модель. Самая успешная модель Латвии (2009 год).
В модельный бизнес попала благодаря успешному прохождению кастинга в Риге, организованного модельным агентством Women Management. Для продолжения карьеры переехала в Москву, затем в Нью-Йорк.
По состоянию на 2009 год являлась лицом компаний Escada и Bottega Veneta.
Работала на подиуме для Yves Saint Laurent, Gucci, Calvin Klein, Valentino и многих других домов моды.
Работала с компаниями Armani Jeans, Bergdorf Goodman, Dolce & Gabbana, L'Oréal, Neiman Marcus, Yohji Yamamoto, Gucci, Versace, Oscar de la Renta и другими.